# Helodon arshanense
Helodon arshanense är en tvåvingeart som först beskrevs av Rubtsov 1956.  Helodon arshanense ingår i släktet Helodon och familjen knott. Inga underarter finns listade i Catalogue of Life.